# 龍護寺 (恵那市)
龍護寺（りょうごじ）は、岐阜県恵那市明智町にある臨済宗妙心寺派（竜泉派）の寺院。山号は大明山。旗本の明知遠山氏の菩提寺として知られる。

## 歴史
大永元年（1521年）、明知城の北に楞厳院という寺院があり、その境内にあった塔仙坊という草庵に柏庭宗松が閑居していた。
柏庭宗松は、元は京都妙心寺に居たが、三河東加茂郡萩平の三玄寺を経て、楞厳院の塔仙坊に落ち着いたと伝わる。
慶長元年（1596年）、後に江戸幕府の旗本(交代寄合)となった遠山利景は、楞厳院を改めて一族の菩提寺として龍護寺を開基し、三玄寺五世の椽室宗採を招き開山したが、開山直後から覚巖が一世として法嗣を継いだ。
遠山利景は寺領として杉平村の30石を充てたが、後に御蔵米30俵(1俵=3斗5升)となった。
明知遠山氏は、領内にある萬勝寺、観音寺、長楽寺、妙見寺を龍護寺の末寺とした。
位牌堂の本尊仏の阿弥陀如来は、元は長楽寺の本尊であったが、江戸時代末期の火災の際に持ち出され、龍護寺で祀られている。

### 境内の墓地
- 遠山利景の父、遠山景行の墓[3]。
- 遠山利景以後の明知遠山氏の歴代十一基の墓。
- 明知遠山氏の分家の子孫で、江戸町奉行を務めた遠山の金さんで知られる遠山景元の廟。
- 明知遠山氏の家老職を世襲した串原遠山氏と、その末裔の永田氏の墓[4]。
- 遠山氏初代の遠山景朝の伯父にあたる加藤光員とその一族の墓。
- 龍護寺入口の右側に苔むした石塔があるが、明智光秀の供養塔と伝えられている。斜めに大きくひび割れしており、南無阿弥陀佛の文字を、かろうじて読むことができる。

### 寺宝
明智光秀が所有していたと伝わる直垂の布が縫い込まれた袈裟を所蔵している。九条衣と呼ばれる袈裟の四隅に直垂の布が縫い込まれた四天王と呼ばれるものである。
ある日の夜、落武者が持参して、光秀公の永代供養を頼んで立ち去ったという。
晋山式と住職の葬式以外では門外不出の什宝として大切に保管されてきたが、毎年5月3日に開催される、明智町の光秀まつりの時には、供養を兼ねて一般に公開している。

## 末寺
- 萬勝寺 (恵那市)
- 観音寺 (恵那市)
- 長楽寺 (恵那市)
- 妙見寺 (豊田市浅谷町)　元禄4年（1691年）に建立。火災により焼失。

## 明知遠山氏関連寺院
- 安住寺 (恵那市)
- 雲祥寺 (恵那市)